# Plerocerkoid
Plerocerkoid (plerocercoidus, z gr. πλερες = pełny, kompletny + κερκος = ogon) – trzecie stadium larwalne tasiemców z rzędu Pseudophyllidea (np. bruzdogłowca szerokiego). Charakteryzuje się robakowatym kształtem ciała i dwoma bruzdami przyssawkowatymi. Pasożytuje głównie w rybach, drugim żywicielu pośrednim larw tego typu, ale spotykany jest również u płazów, gadów i ssaków.